# Haplocochlias cubensis
Haplocochlias cubensis là một loài ốc biển, là động vật thân mềm chân bụng sống ở biển thuộc họ Skeneidae.